# Peter Houseman
Peter Houseman (Londres, Inglaterra; 24 de diciembre de 1945 - Oxford, Oxfordshire, Inglaterra; 20 de marzo de 1977) fue un futbolista inglés que se desempeñó como delantero en clubes como el Chelsea FC y el Oxford United.

## Carrera
Houseman firmó un contrato profesional con el Chelsea en 1963, tras haber jugado en el Chelsea Juniors. Debutó con el club en la temporada 1963-64 en una victoria por 3-2 sobre el Sheffield United, pero solo tuvo pocas apariciones en sus primeros años, ya que el entrenador Tommy Docherty no estaba convencido. Una parte de la afición tampoco estaba convencida con sus actuaciones, y en ocasiones lo criticaba duramente. No disputó más de doce partidos por temporada en sus primeros tres años con el Chelsea y se perdió la derrota del club en la final de la FA Cup ante el Tottenham Hotspur en 1967.
Sin embargo, la lesión de John Boyle ayudó a Houseman a consolidarse gradualmente como titular en la banda izquierda. Era un hábil regateador y un reconocido centrador, a menudo como el "aguador" del equipo y atendiendo a jugadores como Ian Hutchinson y Peter Osgood. No se perdió ningún partido durante la temporada 1969-70. Su contribución más significativa al Chelsea llegó en su primer triunfo en la FA Cup en 1970, con Houseman anotando un total de 6 goles en la competición esa temporada. Sus dos primeros goles llegaron cuando el Chelsea se enfrentó al Burnley en la cuarta ronda; tras empatar en Stamford Bridge, el equipo viajó a Turf Moor, el estadio del Burnley, para el partido de desempate y, a dieciocho minutos del final, perdía 1-0. Houseman recibió el balón en su propio campo y dribló por el centro del campo del Burnley, sorteando varios obstáculos. Llegó al área rival y disparó con fuerza por la escuadra para empatar. En el tiempo extra, Houseman proporcionó el centro a Tommy Baldwin para poner al Chelsea en ventaja, y luego completó la remontada anotando el tercero.
Marcó de nuevo en la victoria por 4-1 a domicilio en Crystal Palace en la quinta ronda, y luego en la semifinal contra Watford, con el equipo de Segunda División empatando con Chelsea 1-1, Houseman volvió a jugar un papel clave, centrando para Osgood para darle al Chelsea una ventaja de 2-1 y luego añadiendo dos más él mismo en una eventual victoria por 5-1, primero disparando un tiro bajo después de driblar a cuatro jugadores del Watford, luego rematando el balón con el pie derecho tras un limpio doblete con Ian Hutchinson. El Chelsea se enfrentó al Leeds United en la final , y fue Houseman quien marcó el primer gol del empate del Chelsea justo antes del medio tiempo, su tiro bajo desde 25 yardas se benefició del mal campo para eludir al portero del Leeds Gary Sprake , aunque pasó gran parte del juego tratando de cubrir la defensa sobrecargada del equipo. El partido terminó 2-2 y el Chelsea ganó la repetición 2-1 en Old Trafford para llevarse la copa por primera vez en la historia del club.
El Chelsea ganó la Recopa de Europa un año después , con Houseman como un jugador omnipresente, ayudando al equipo a remontar un 0-2 en contra en cuartos de final para vencer al Brujas por 4-2 en el global con el primer gol y luego jugar ambas finales contra el Real Madrid en Atenas, con el Chelsea ganando 2-1 en el partido de desempate. [ 4 ] [ 5 ] [ 6 ] El Chelsea llegó a la final de la Copa de la Liga en 1972, aunque a Houseman se le negó un hat-trick de medallas de campeón de copa al perder inesperadamente contra el Stoke City en Wembley . [ 7 ] El club decayó como fuerza a partir de entonces, pero tras convencer a la crítica para convertirse en un miembro clave de uno de los equipos más glamorosos y exitosos del Chelsea, permaneció con los Blues hasta su descenso en 1975. Su compañero de equipo John Hollins dijo de él: "A cualquiera en ese equipo a quien le preguntaras a quién querían como compañero de equipo, sería a Peter Houseman sin lugar a dudas". [ 8 ]
Dejó el club en mayo de 1975 para unirse al Oxford United tras jugar casi 350 partidos con los londinenses y marcar 39 goles. Su etapa en el Oxford fue menos exitosa, y el club descendió de la Segunda División en la temporada 1975-76 . Disputó 72 partidos con el club y marcó dos goles.

## Muerte
Houseman falleció junto con su esposa Sally y dos amigos en un accidente automovilístico en la carretera que va de Oxford a Londres mientras conducía a casa tras un evento benéfico. El accidente se produjo cuando un conductor a exceso de velocidad, se desvió hacia el vehículo de Houseman, circulando en dirección contraria. Smith fue juzgado posteriormente y condenado a una multa de 4.000 libras esterlinas, además de la retirada de su permiso de conducir durante diez años. Un perito en el juicio afirmó que Smith había conducido a una velocidad desmesurada y que estaba "considerablemente ebrio", supuestamente después de una cena en el Bullingdon Club. Se organizó un partido de homenaje entre los equipos del Chelsea de 1970 y 1977 para recaudar fondos para los niños huérfanos de la pareja, con una asistencia de casi 17.000 personas. 
Houseman está enterrado junto a su esposa en el cementerio de San Pedro en Rodmarton, distrito de Cotswold, Gloucestershire. El futbolista fue un héroe en el pueblo de Oakley, en Hampshire, donde fundó y entrenó un equipo juvenil de fútbol. Actualmente, una liga juvenil lleva su nombre en la zona.

## Clubes
| Club          | País       | Año         |
| ------------- | ---------- | ----------- |
| Chelsea FC    | Inglaterra | 1963 - 1975 |
| Oxford United | Inglaterra | 1975 - 1977 |

## Palmarés

### Campeonatos nacionales
| Título              | Club       | País       | Año     |
| ------------------- | ---------- | ---------- | ------- |
| Football League Cup | Chelsea FC | Inglaterra | 1964-65 |
| FA Cup              | Chelsea FC | Inglaterra | 1969-70 |

### Copas internacionales
| Título           | Club       | País       | Año     |
| ---------------- | ---------- | ---------- | ------- |
| Recopa de Europa | Chelsea FC | Inglaterra | 1970-71 |